# Electric Boogie
Electric Boogie er en dansk dokumentarfilm fra 1983, der er instrueret af Freke Vuijst.

## Handling
Filmen handler om fire drenges danseudfoldelser på gader og fortove i South Bronx i New York City.